# Incubator (группа)
Incubator — дэт-метал группа из Германии. Активно выступая в 1990-е годы, они выпустили два альбома на более крупных металлических инди-лейблах Steamhammer/SPV и Massacre Records.
Их альбомы получили рецензии в металлической прессе, включая Rockhard.de, Metal.de и Powermetal.de.

## Дискография
- Symphonies of Spiritual Cannibalism (1991, Morbid Music)
- McGillroy the Housefly (1992, West Virginia Records)
- Hirnnektar (1993, Steamhammer/SPV)
- MCMETALXCVIII (1998, Chameleon Records)
- Divine Comedy (2000, Godz Greed Records)
- LieBISSlieder (2008, Massacre Records)